# Syllitus centrocrus
Syllitus centrocrus är en skalbaggsart som beskrevs av Mckeown 1938. Syllitus centrocrus ingår i släktet Syllitus och familjen långhorningar. Inga underarter finns listade i Catalogue of Life.